# Amsterdamse gelede trams 9G en 10G

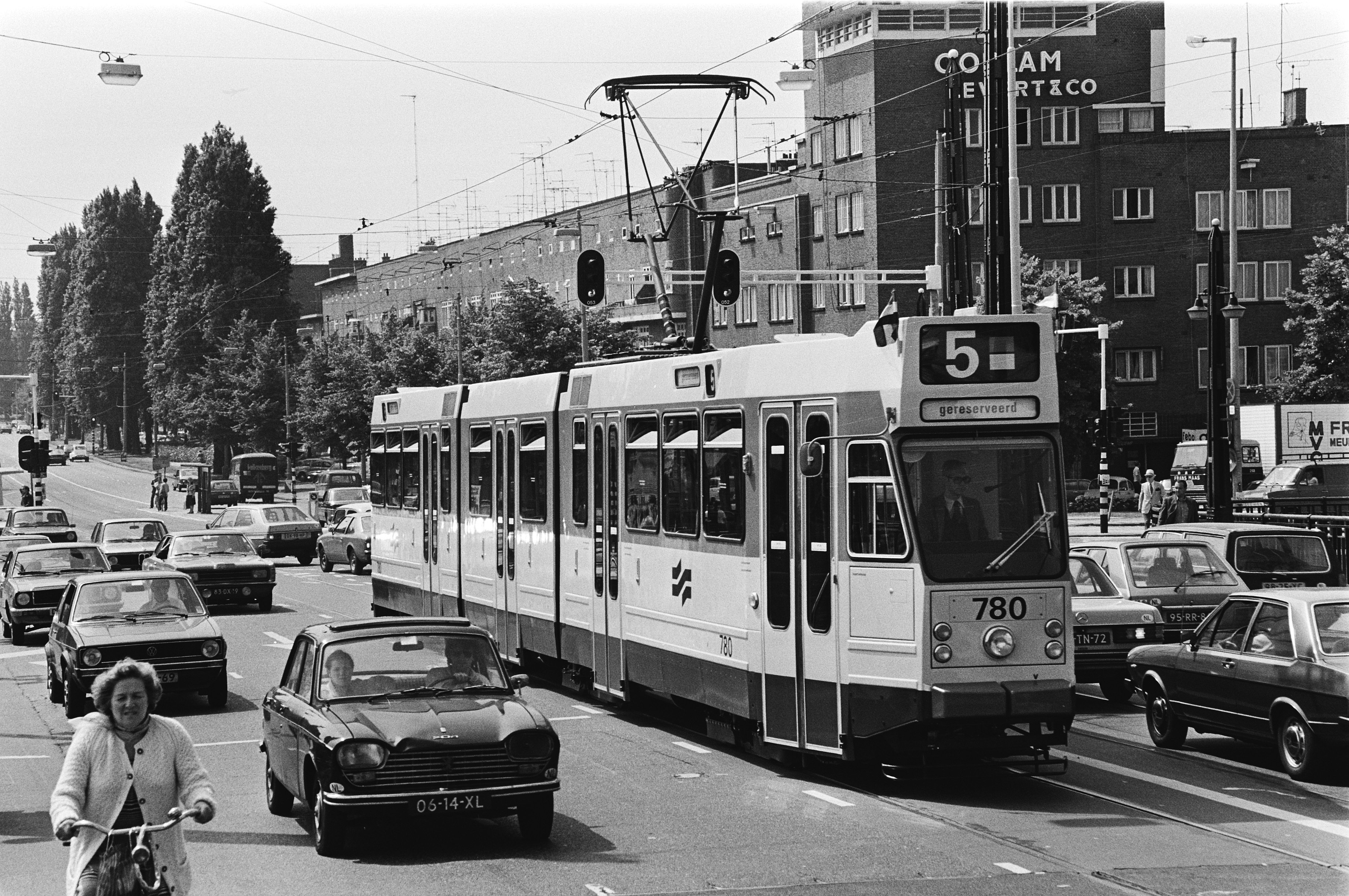
GVB 780 kort na de aflevering op de Berlagebrug; 5 juli 1979.

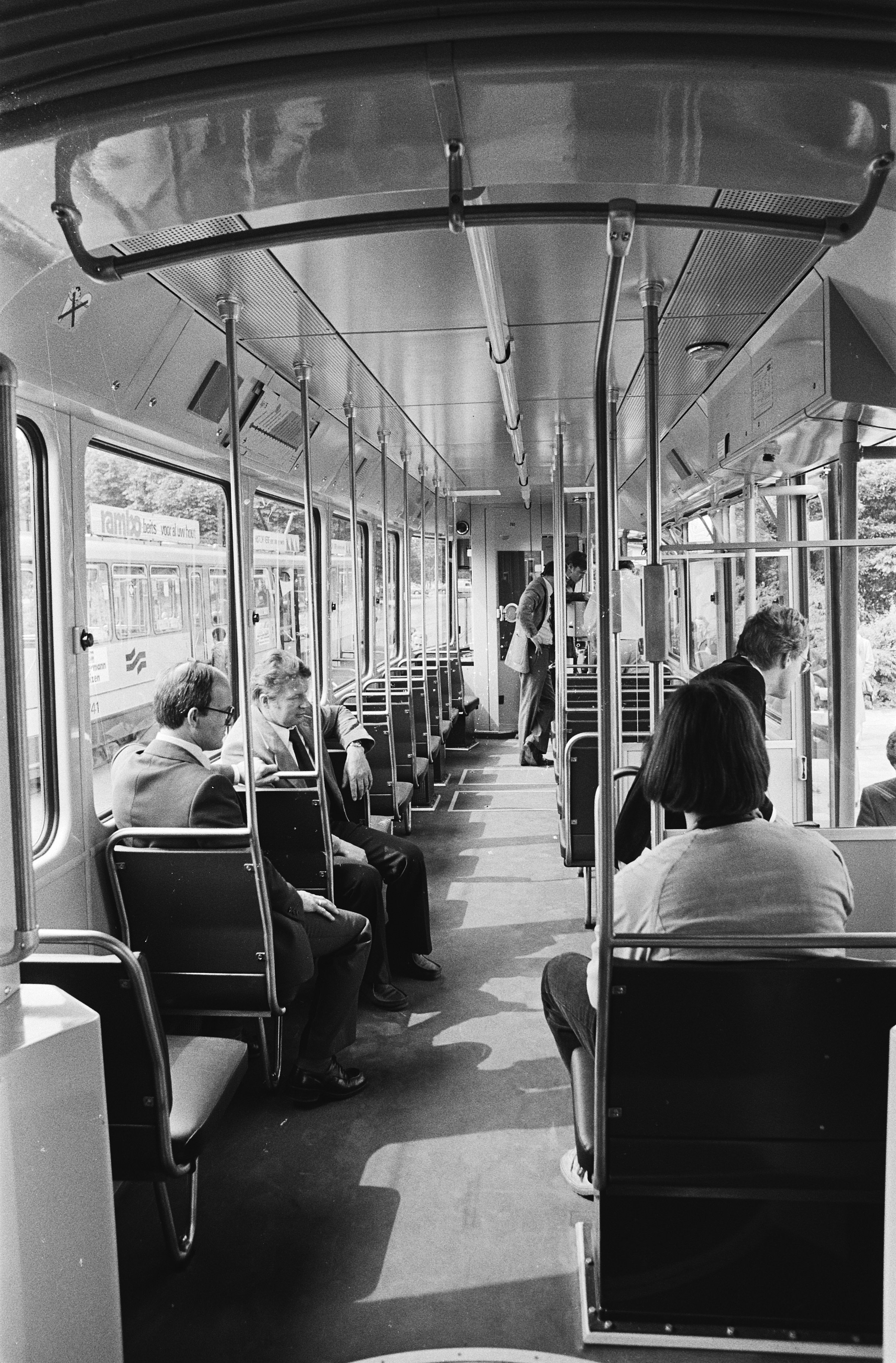
Interieur met nog zachte banken, 5 juli 1979

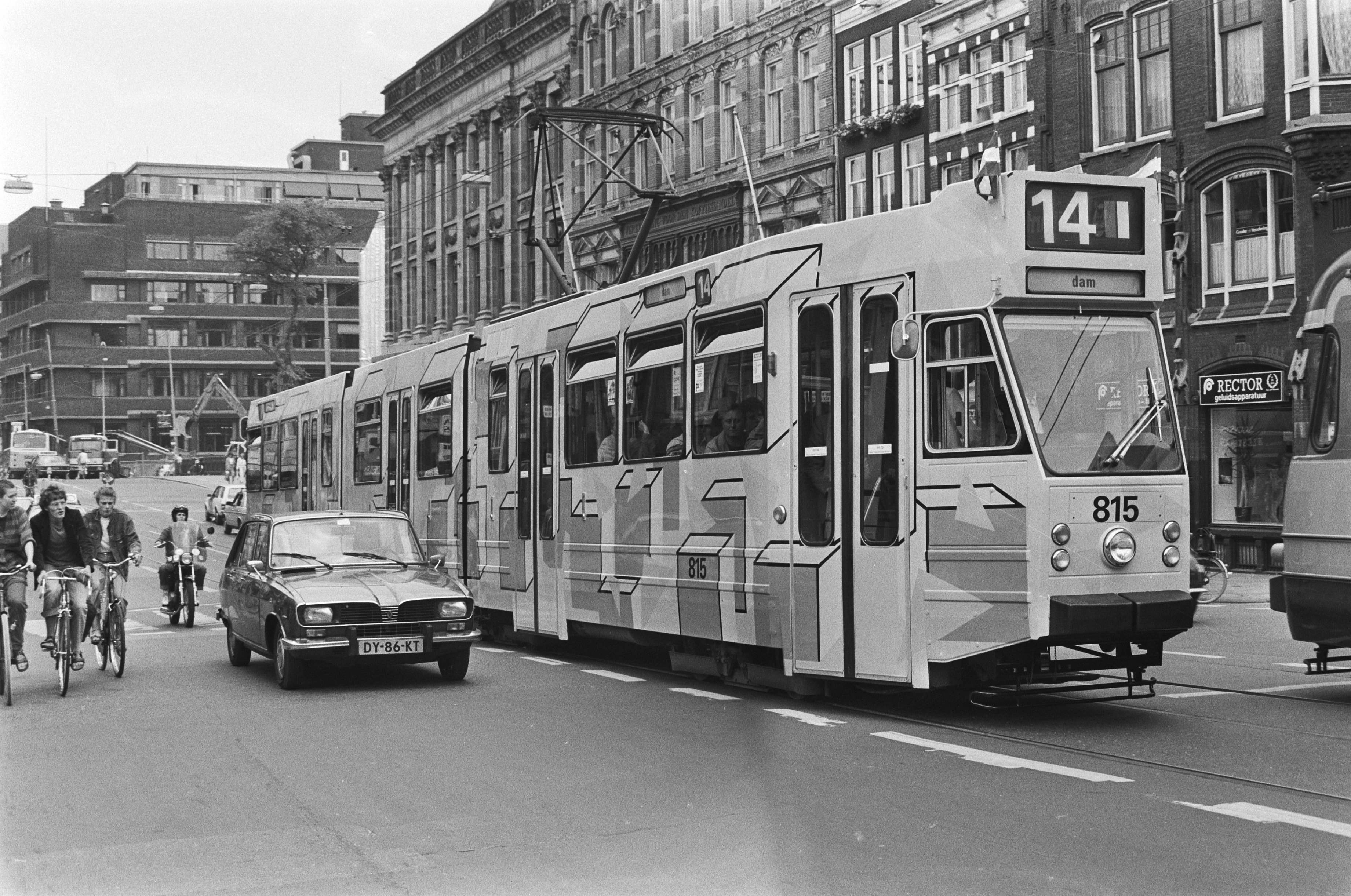
GVB 815 was als 'Blokkentram' de eerste van zijn serie die werd beschilderd als 'thematram'. Raadhuisstraat; 7 juli 1982.

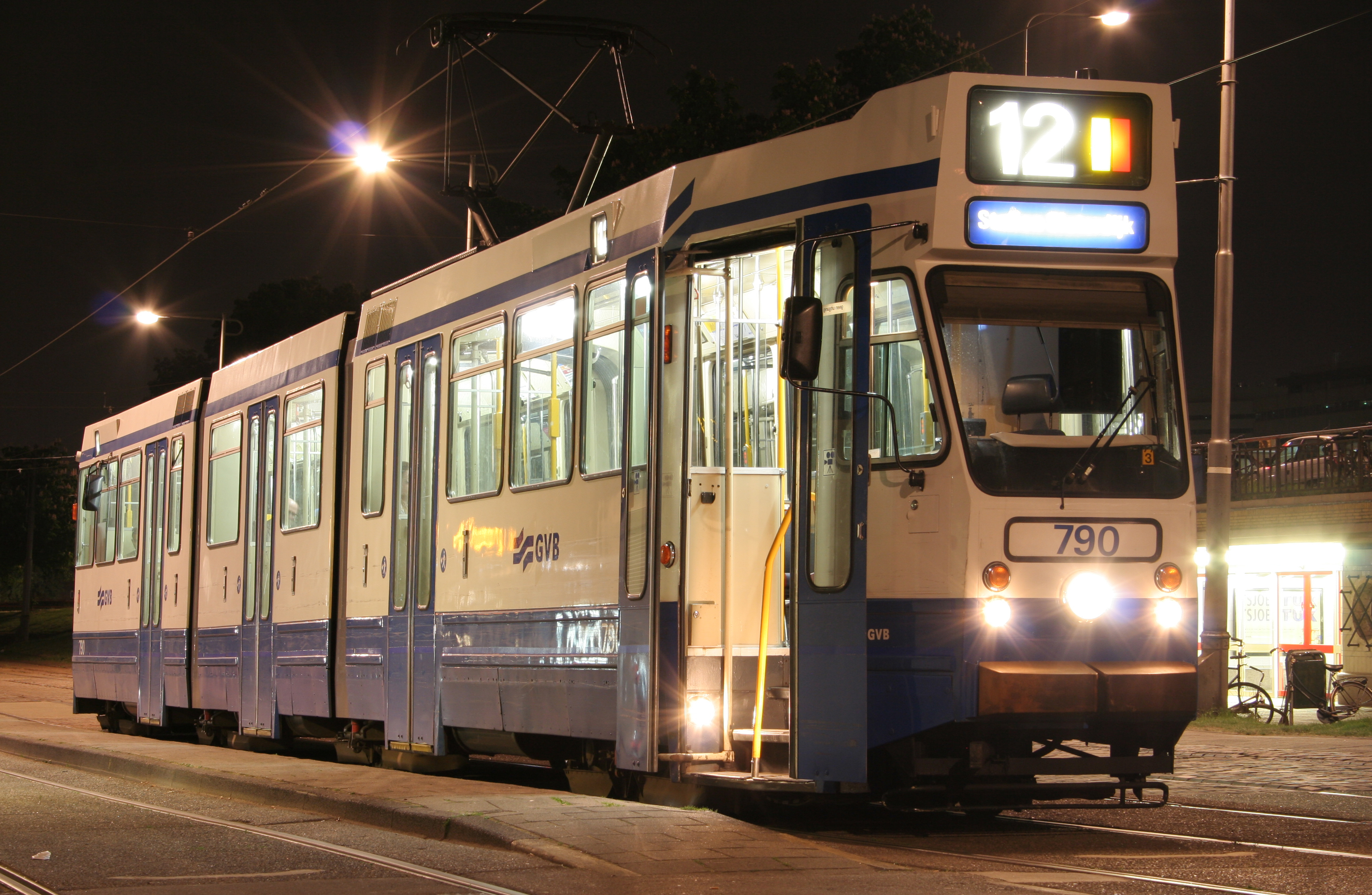
GVB 790 op lijn 12 bij het Amstelstation; 2008.

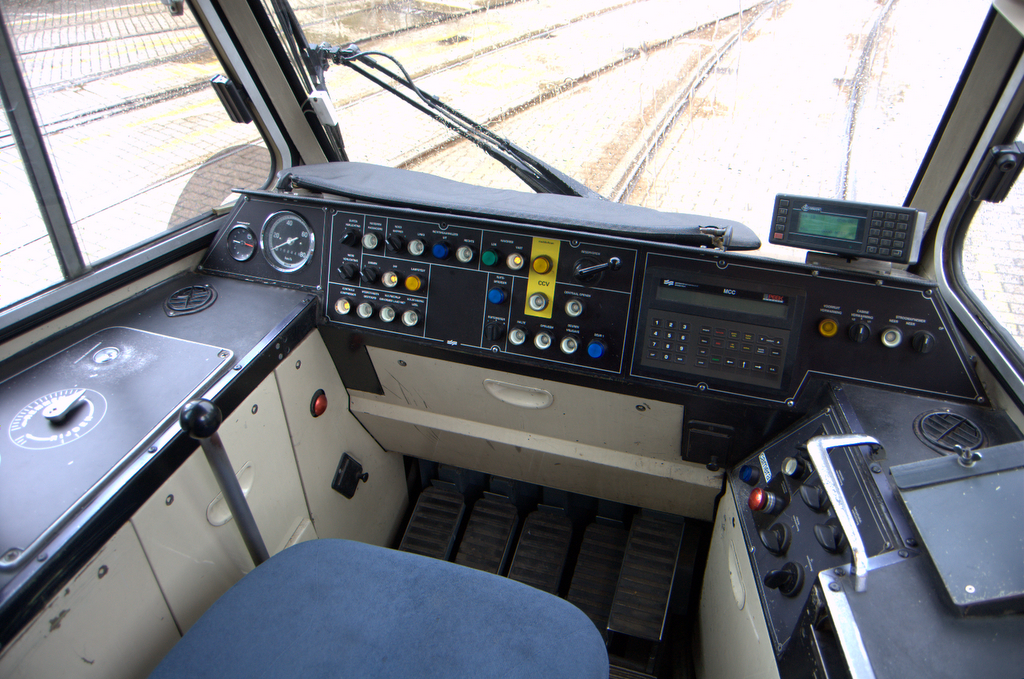
Bestuurderscabine

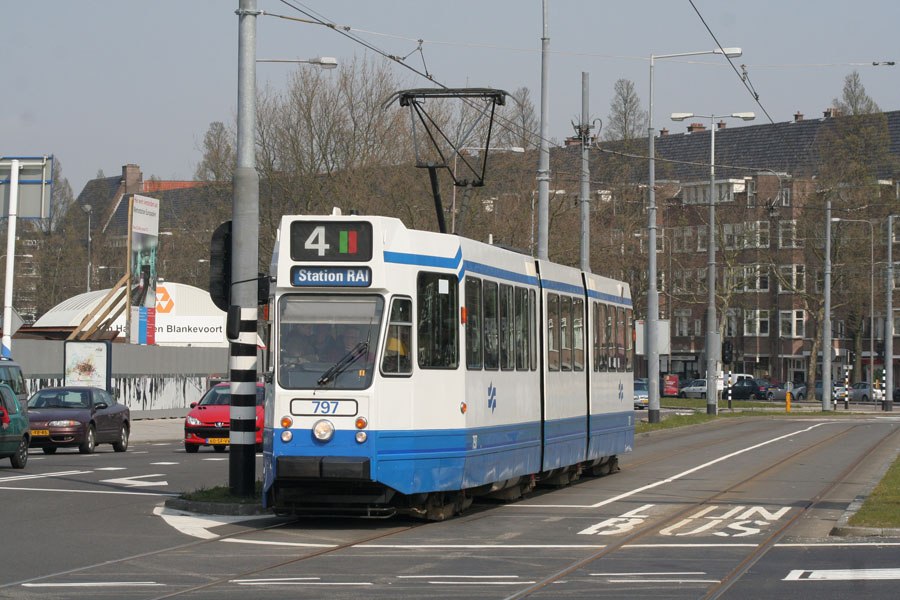
Gelede wagen 797 op het Europaplein op lijn 4; 2007. Deze tram is in 2009 verhuisd naar Sarajevo.

De Amsterdamse gelede trams 9G en 10G, ook wel Blokkendozen genoemd, zijn twee series van in totaal 37 trams die van 1979 tot en met 1981 werden gebouwd door de Duitse spoorwegfabrikant Linke-Hofmann-Busch voor inzet op het Amsterdamse tramnet van het GVB. Destijds zouden ze de laatste drieassers vervangen wat uiteindelijk niet haalbaar bleek. Tussen 2004 en 2016 waren ze de oudste dienstvaardige trams.

## Geschiedenis

### 1979-1990
Na de levering van de 8G-trams in 1974-1975 kwam in 1979-1980 een nieuwe serie dubbelgelede wagens van Linke-Hofmann-Busch. Het ontwerp was aangepast om de storingsgevoeligheid, waarvan de 8G-wagens veel last hadden, te verminderen. De hoekige constructie leverde de bijnaam blokkendoos op, maar ook vergelijkingen op met het type Tram 2000 uit Zürich .
De 780-804 waren bedoeld voor de vervanging van de 25 laatste nog dienstdoende drieassers terwijl de 805-816 waren bedoeld voor uitbreidingen van het tramnet en vergroting van de reserve.(de 37 wagens bleken, mede door de vier verbrande oudere gelede trams, onvoldoende om alle drieassers te vervangen, die nog tot in 1983 reden en uiteindelijk door bezuinigingsmaatregelen overbodig werden). Ze werden in twee deelseries afgeleverd; serie 780-804 vanaf juni 1979 tot begin 1980 en serie 805-816 vanaf juli 1980 tot begin 1981. Deze laatste serie was als eerste voorzien van harde bankjes. Na levering van de 37 wagens beschikte de Amsterdamse tram over 252 dubbelgelede wagens, het grootste aantal waarover een trambedrijf in Europa heeft beschikt.
Oorspronkelijk had het GVB een order willen plaatsen voor een tweede serie van twintig stuks (805-824). Het ministerie gaf hier geen toestemming voor, zodat er twaalf stuks werden besteld. In 1981 deed het GVB voor uitbreiding en vervanging van de laatste drieassers die door de komst van tramlijn 14 in 1982 weer dienst zouden moeten gaan doen, wederom een verzoek voor nu 24 wagens (817-840), maar kreeg geen toestemming. In 1984 deed men nogmaals een verzoek voor nu zes nieuwe wagens (817-822), maar ook deze aanvraag werd door het ministerie afgewezen.
Bij aflevering waren de trams geel-bruin geschilderd en voorzien van geïntegreerde omtrekverlichting (extra koplampen, richtingaanwijzers en een achteruitrijlamp ter hoogte van de in het midden geplaatste remlichten). Ze waren als eerste trams voorzien van automatische lijn- en richtingfilms. Voorts waren alle zwenkzwaaideuren dubbel uitgevoerd en waren de dubbele bankjes geplaatst aan de rechterzijde (bij de oudere gelede wagens aan de linkerzijde). Verder hadden ze speciaal zitplaatsen op het achterbalkon gekregen; doordat alle deuren dubbel waren uitgevoerd met een stempelautomaat was de functie als opvangruimte voor het achterbalkon niet meer noodzakelijk en door hier bankjes te plaatsen hoopte het GVB op minder vandalisme en zakkenrollerij.
Voorts waren ze voorzien van grotere klapramen en dakluiken die een betere ventilatie mogelijk moesten maken, vergeleken met de meer benauwde 8G-wagens. Voor de besturing werd teruggegrepen op stuurstroomschakeling, vergelijkbaar met die van de 4G/5G-wagens 635-669, in plaats van de Simatic waarover de elektronen 670-724 en de luchtwagens 725-779 beschikten. Oorspronkelijk zouden ze een gangwiel krijgen, maar na aandringen van het personeel werd dit veranderd in een gangknuppel net als bij de eerder genoemde stuurstromers.
In tegenstelling tot de 8G-wagens waren ze bij aflevering al voorzien van wagennummers en GVB-logo's. Ze werden per trein overgebracht van de LHB-fabriek naar de Plantage Doklaan en vandaar naar de remise Tollensstraat gesleept.
De 780-782 kwamen in augustus 1979 in dienst op lijn 5 (toen Centraal Station – Vijzelstraat – Station Zuid), maar naarmate er meer wagens instroomden, kwamen ze ook op de andere lijnen te rijden.
De 815 werd in 1982 als Blokkentram beschilderd, en vanaf 1984 kregen ook andere trams een themabeschildering; de 814 werd geel met onthoofde silhouetten en blauwe dakrand, de 813 werd volgeschilderd met vrolijke beesten. Het ontwerp voor deze Artis-tram kwam van de Amerikaanse illustrator John Kurz.
De 795 - het enige exemplaar met korte deurruiten - werd in 1986 samen met bus 292 in Olympisch blauw geschilderd. Dit vanwege de mogelijke komst van de Spelen naar Amsterdam in 1992. Die gingen echter naar Barcelona en dus werd de beschildering van bus en tram gewijzigd. De 795 ging samen met de 815 op de touristtram rijden. Vanaf 1988 kregen ook de 796 (Zwitserlandtram), 798 (Recreatietram), 804 (Gamma-tram) en 812 (Politietram) een thema-uiterlijk.
Ingaande de winterdienst 1986-1987 reed de serie hoofdzakelijk op de gecombineerde lijnen 6 en 10 in verband met de elektrisch bediende lijn- en richtingfilms. Bij de ontkoppeling van lijn 6 en 10 in 1989 werden de Havenstraattrams hoofdzakelijk op lijn 1 ingezet.
In 1990 verdwenen de Blokkendozen ook van lijn 5 omdat deze, bij de doortrekking naar Amstelveen, met de BN-dubbelkoptrams 901-920 ging rijden.

### 1991-2007

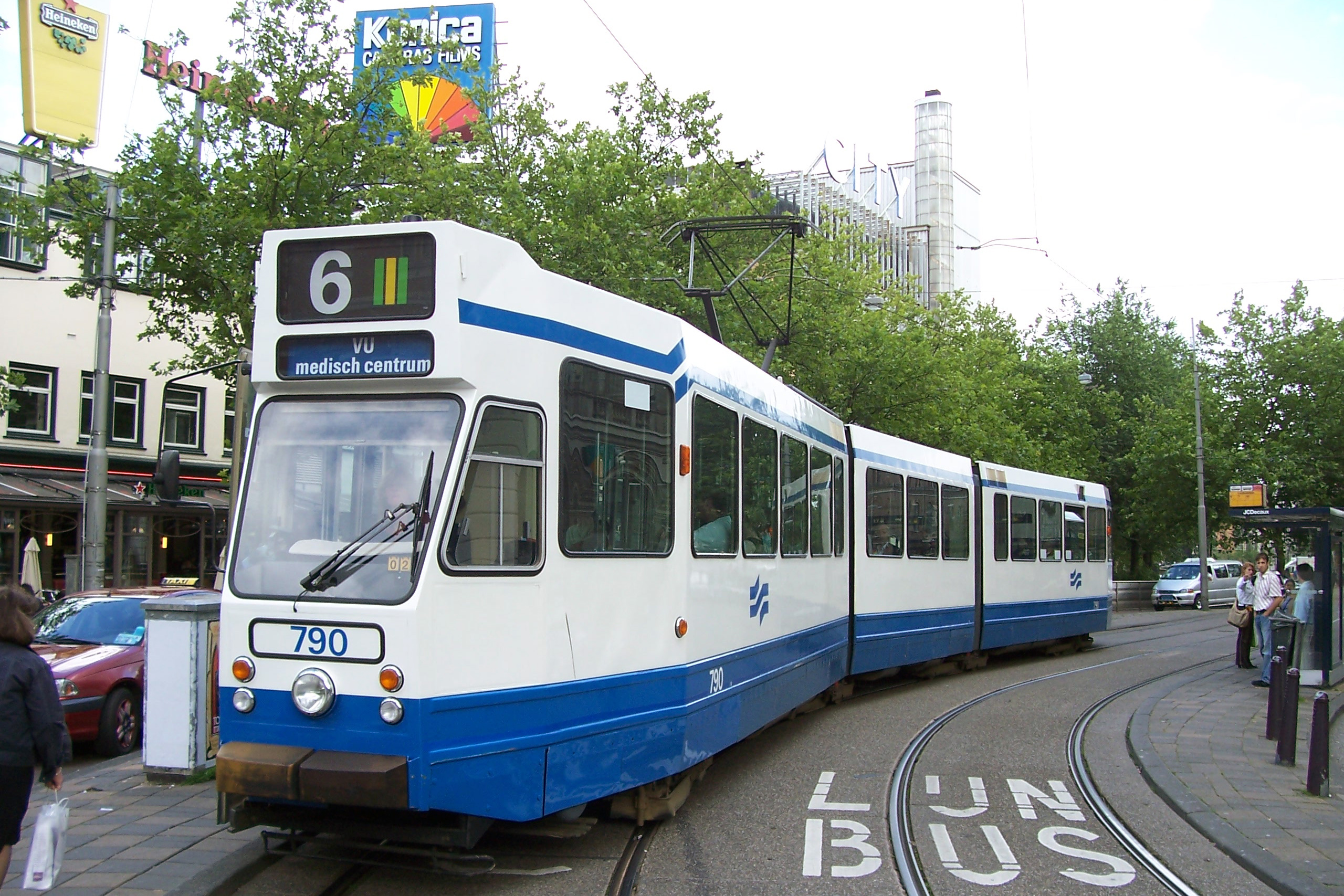
Gelede wagen 790 op lijn 6 op het Leidseplein; 2005.

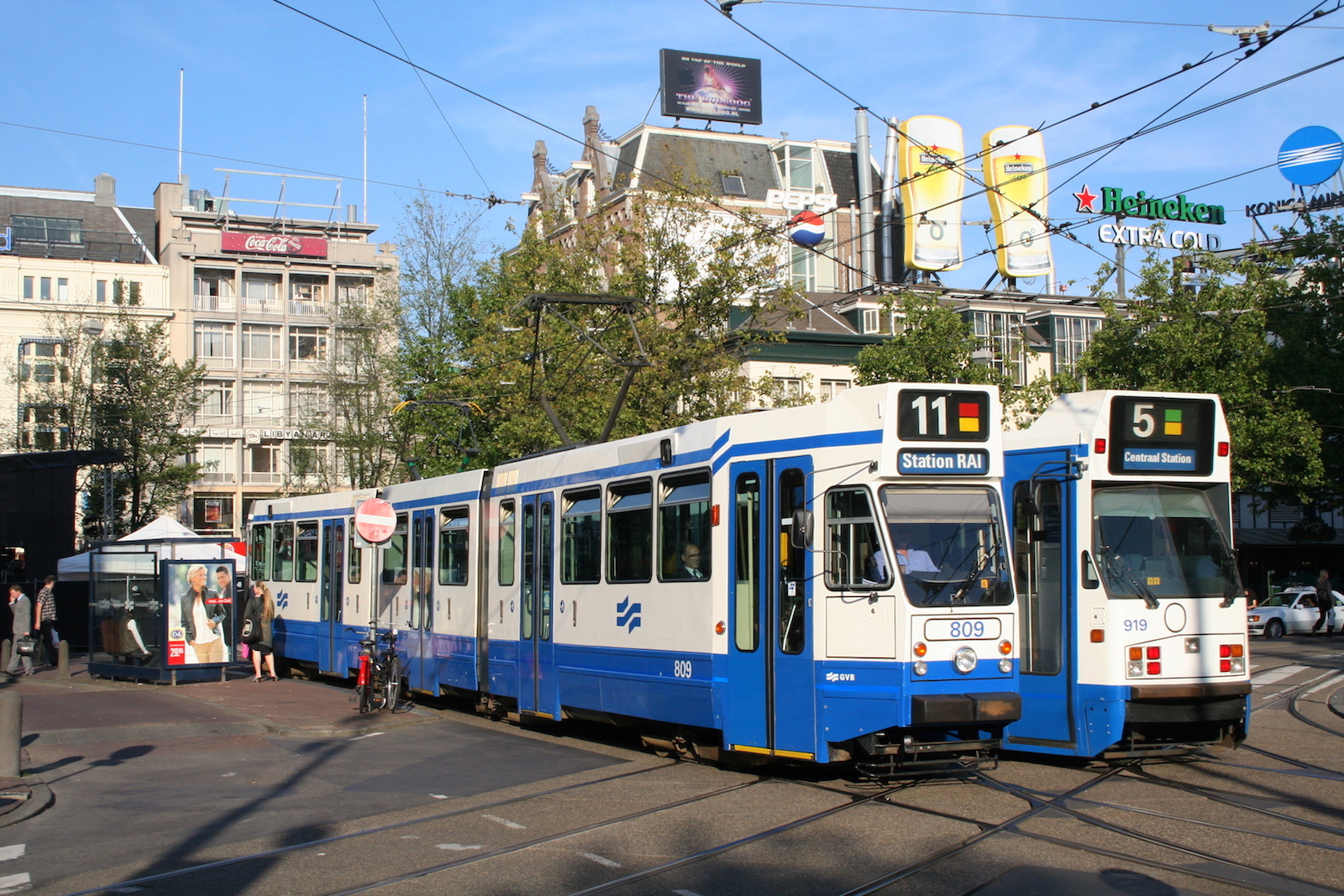
Gelede wagens 809 en 919 op het Leidseplein; 2006.

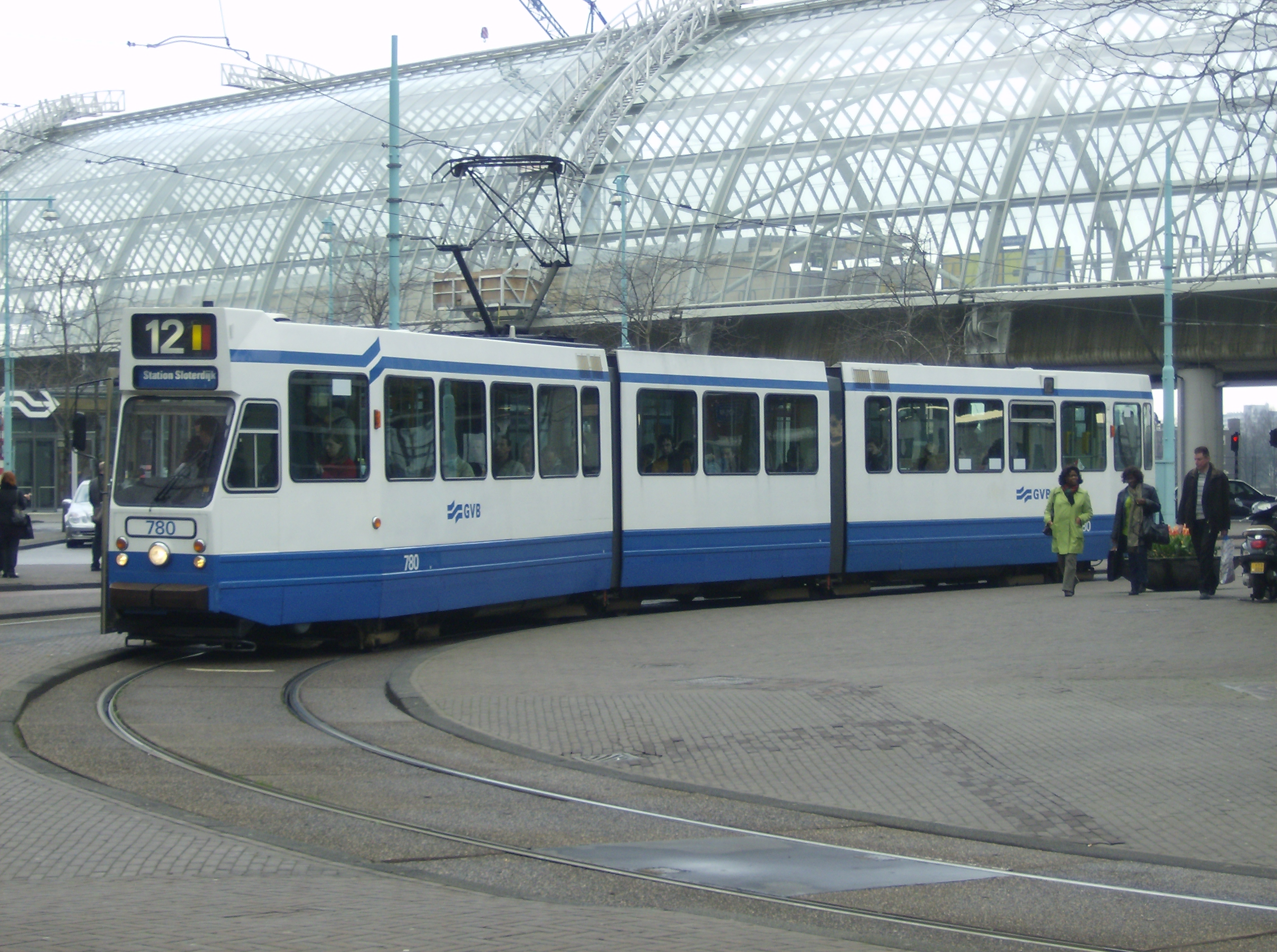
Gelede wagen 780 in de vroegere eindlus van lijn 12 op het Orlyplein bij Station Sloterdijk; 2009.

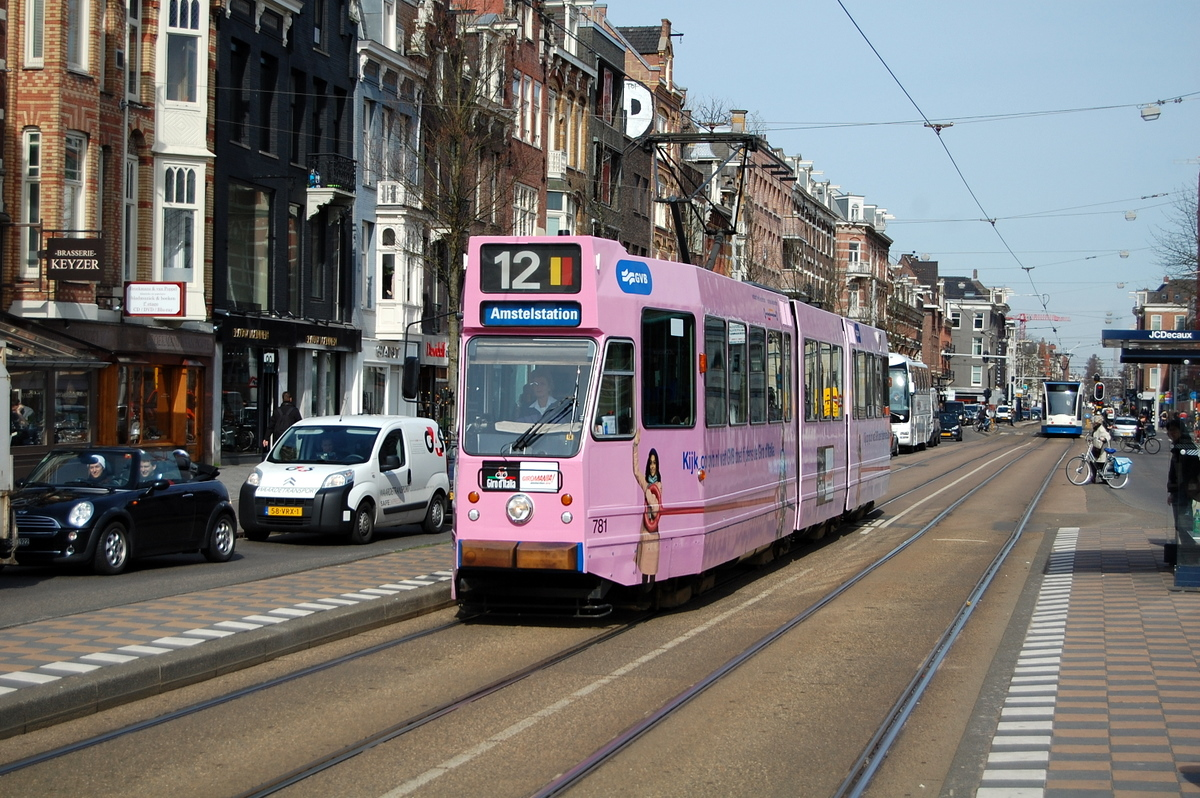
Gelede wagen 780 in roze reclame-uitvoering in de Van Baerlestraat; 2009.

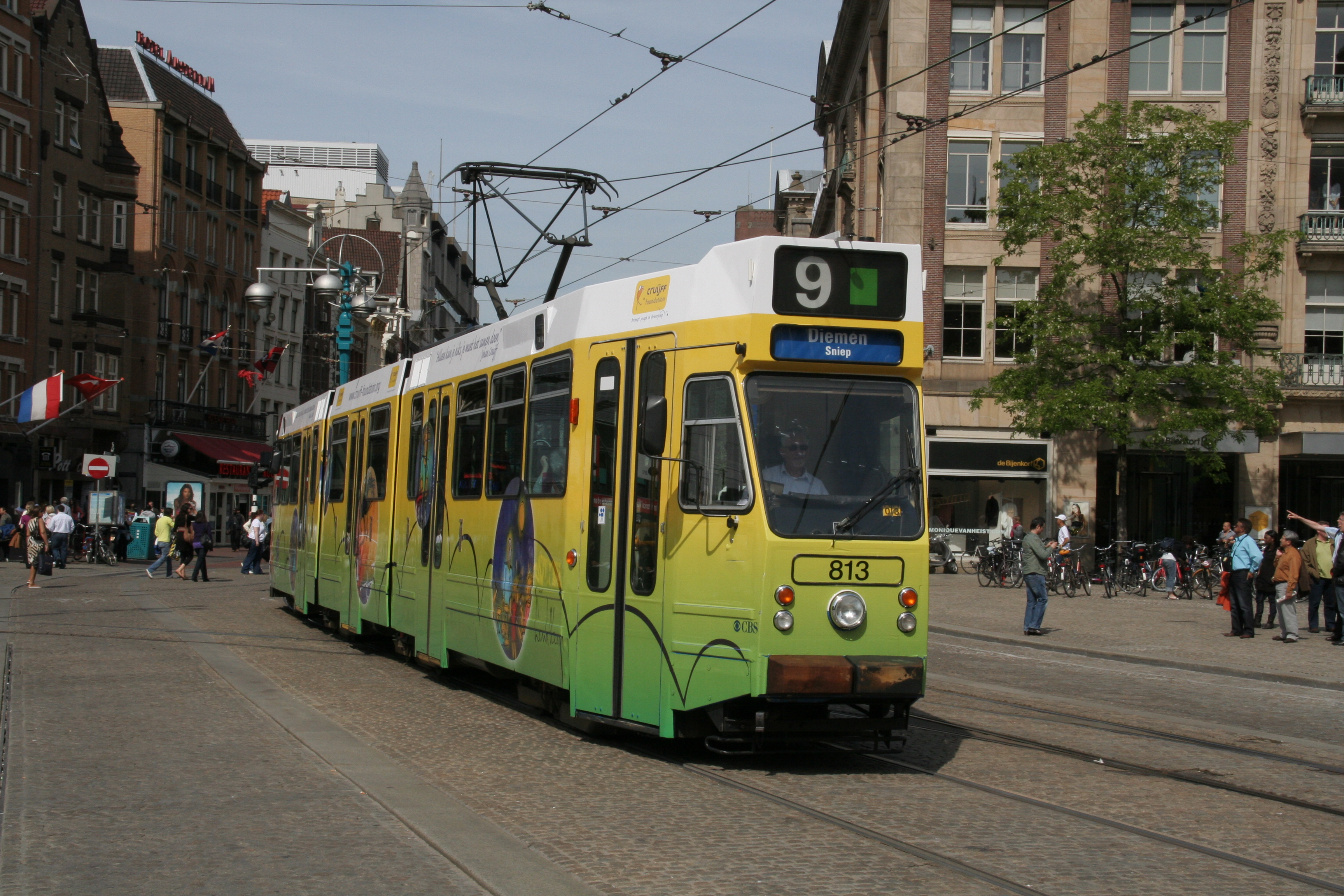
Gelede wagen 813 in groen-gele reclame-uitvoering op de Dam; 2009.

De 799 stond in 1991 buiten dienst en kwam in oktober 1993 terug als conducteurtram met gesloten-instap en stabalkon. Daarna volgden de overige wagens. In tegenstelling tot de 12G-wagens 817-841, hebben de 780-816 zonder conducteur geen stabalkon gehad.
Na de komst van de 11G- en 12G-wagens verhuisde de hele serie in 1991 naar de Remise Lekstraat.
In 1995 werd de 781 als eerste van de serie volledig gereviseerd, waarbij de wagen in een experimentele huisstijl werd geschilderd; wit met blauwe en grijze tinten. Vond aflevering van de serie in anderhalf jaar tijd plaats (met een pauze van een halfjaar tussen aflevering van de 9G en 10G), de grote revisie nam vijf jaar in beslag met als laatste de 810 in 2000. Tijdens de revisie werden de wagens voorzien van een grotere richtingfilmkast. De richtingfilmkasten aan de instapzijde werden verwijderd doordat het nieuwe formaat hier niet meer paste. De 780 ging als tweede in revisie, maar bleef geel en de experimentele huisstijl van de 781 werd niet verder doorgevoerd. Tussen 1999 en 2002 werden de trams in de nieuwe wit/blauwe huisstijl geschilderd; de 801 was de eerste, de 781 met zijn afwijkende beschildering de laatste.
In de periode 1997-2002 reed Circle tramlijn 20 vrijwel uitsluitend met Blokkendozen. Een deel van de wagens reed rond met Circletram-reclame, maar het materieel werd ook op andere lijnen ingezet. Alleen op de in 2005 ingestelde lijn 26 heeft de serie nooit dienstgedaan.
Begin jaren 00 kregen alle wagens beveiligingscamera's en haltedisplays, zoals de Combino's.
Eind 2006 verhuisden de 798-816 naar de Remise Havenstraat en kregen beide remises elk achttien wagens, waarbij op de vertrekstaten aangegeven werd welke ritten rolstoel-ontoegankelijk waren. Dit omdat de eis werd gesteld dat een voertuig na een rolstoelontoegankelijk voertuig gevolgd diende te worden door een rolstoeltoegankelijke wagen en de Remise Lekstraat te veel rolstoelontoegankelijke voertuigen bezat om dit mogelijk te maken.

#### Eerste afvoer
De 814 werd in augustus 2006 getroffen door brandschade en verdween als eerste uit de dienst en werd in maart 2008 afgevoerd. Datzelfde voorjaar gingen ook de 796, 797, 806 en 811 buiten dienst, de eerste twee vanwege motor- en aanrijdingschade; in september en oktober 2008 werden ze afgevoerd voor sloop. Tot afvoer werd besloten omdat maar de helft van de 25 voor de IJtram bestelde Combino's daar nodig waren en daarmee Blokkendozen overcompleet maakte. Wegens ruimtegebrek in de remises van het GVB zouden vijftien exemplaren in een loods buiten Amsterdam worden opgeslagen als mottenballenvloot.

#### Sarajevo

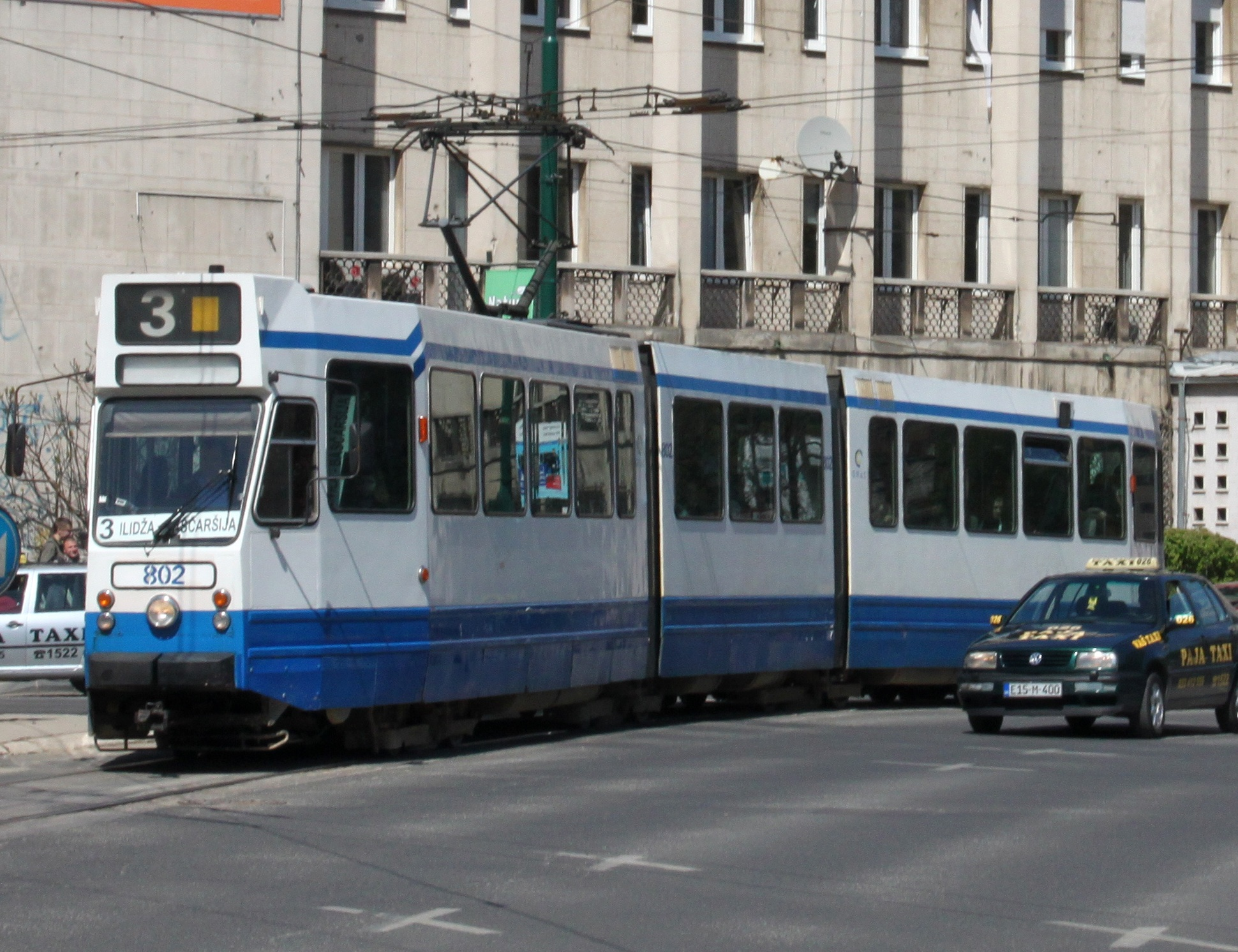
GVB 788 in Sarajevo onder het nummer 802.

Op 11 september 2008 werd bekendgemaakt dat de helft van de serie, zestien trams, was geschonken aan de GRAS, het trambedrijf van Sarajevo in Bosnië, dat nog steeds gebrek aan trams had als nasleep van de oorlog in de jaren negentig. De trams waren overbodig geworden na voltooiing in de zomer van 2008 van het verbeteringsproject voor de Combino's.
Na een selectie bij de overgebleven 32 exemplaren besloot men de beste zestien exemplaren voor Amsterdam te behouden en de zestien overige exemplaren voor Sarajevo te bestemmen. Voor Sarajevo kwamen beschikbaar de 783, 788-793, 795, 798-800, 802, 803, 807, 808 en 812. Begin oktober 2008 werden ze buiten dienst gesteld in afwachting van transport naar Bosnië en opgeslagen in de Remise Havenstraat. De 789, 791, 798-800 en 808 hadden kort daarvoor nog chipkaartlezers gekregen die weer moesten worden uitgebouwd.
Op 9 februari 2009 vertrok de 800 als eerste per trailer vanaf de Hoofdwerkplaats in Diemen naar het Amsterdamse Westelijk Havengebied. In de loop van februari en maart werden ook de overige vijftien stuks naar het Westelijke Havengebied overgebracht, waar zij in twee transporten per trein naar Sarajevo zijn getransporteerd. De 783, 788-793, 795, 798-800, 802, 803, 807, 808 en 812 werden er in genoemde volgorde vernummerd tot 801-816 en behielden hun wit-blauwe kleurenschema (met zijnummer op de middenbak en emblemen op de raampartijen) en oorspronkelijke lijnfilms met lijnkleur. Een richtingfilm kregen ze niet en de conducteurscabine bleef, hoewel onbemand, gehandhaafd, soms afgesloten met het rolluik en soms niet. Ook de klaphekjes bij de uitstapdeuren bleven gehandhaafd, weggeklapt zoals bij het GVB wanneer ze als eenmanswagen reden. Inmiddels rijdt onder meer de 811 (ex-800) in een groene reclame-uitmonstering. De 815 (ex-808) heeft gele reclame. Ze rijden hoofdzakelijk op lijn 3. In 2018 reden er nog vier stuks in dienst, 802, 805, 811 en 815 (ex GVB 788, 791, 800 en 808). In 2019 is alleen de 811 (ex 800) nog aanwezig.

### Terugkeer thematram
In december 2007 werd de reclametram weer ingevoerd. De 781 reed vanaf begin december 2007 tot begin januari 2008 rond als Kersttram, waarbij de wagen van binnen van gekleurde verlichting en kerstmuziek was voorzien. In juni 2008 verscheen de 791 als EK-tram, en vlak na de verloren kwartfinale werd de reclame weer verwijderd. In oktober 2008 kwam er wederom een reclametram in dienst, ditmaal de 813 die werd voorzien van GVB-promotie. In december werd het jasje van de 813 vervangen door reclame van HISWA, terwijl de 782 tijden de feestdagen als Kersttram was uitgedost. In januari 2009 werd de 782 weer wit-blauw.
In 2009 reed de 813 achtereenvolgens als geel-groene Cruijff Foundation-tram (april), als wit-roze reclametram voor de invoering van de OV-Chipkaart in de Amsterdamse metro (juni), als Medewerkerstram (september-november) en daarna weer voor Amsterdamse evenementen. De 781 reed tussen december 2009 en januari 2010 weer rond als Kersttram om in maart in een roze jasje te worden gestoken ter promotie van de Giro d'Italia en in mei in het wit-roze reclame te gaan maken voor de OV-Chipkaart waardoor er op dat moment (mei 2010) wederom twee reclametrams rondreden. Op 10 juli werd de roze kleur van de 781 vervangen door oranje, vanwege het WK voetbal. Op de zijkant kwam de tekst: "Wij zijn trots op Oranje".
De 781 promootte een half jaar het vernieuwde Nieuwe de la Mar Theater waarna hij als Rubenstram werd beplakt en daarna weer als Kersttram. De 787 maakte reclame voor de Ajax Experience op het Rembrandtplein.
Na promotie voor de 100e geboortedag van Marten Toonder in 2012 werd de 781 in met wifi-toepassingen uitgerust en beplakt als Twittertram om vervolgens voor het heropende Stedelijk Museum te adverteren.

### 2008-2014
Begin 2008 reden de 783 en de 801 proef als vrachttram beplakt in cargo-kleuren (wit/paars, resp. wit/groen). De proef slaagde doch de vrachttram kwam door financiële problemen niet van de grond.
In 2008 en 2009 kregen twaalf wagens volledig witte fronten met kleinere wagenparknummers en, naar het voorbeeld van de 851-ers in Poznan, dito LED-lampjes ter vervanging van de grotere clignoteurs. Achtereenvolgens waren dat 811, 793 (waarvan het front wel wit-blauw bleef), 810, 816, 784, 787, 794, 785, 809, 782, 781 en 805. De 786, 793 en 816 (bij schadeherstel in juli 2008) kregen echter een blauw vlak; alleen de 780, 784 en de 815 behielden het oude front met de klassieke stadslichten. De 813, in mei 2011 weer wit-blauw geschilderd, kreeg ook achterop LED-lampjes; voor een deel gevolgd door de 801.

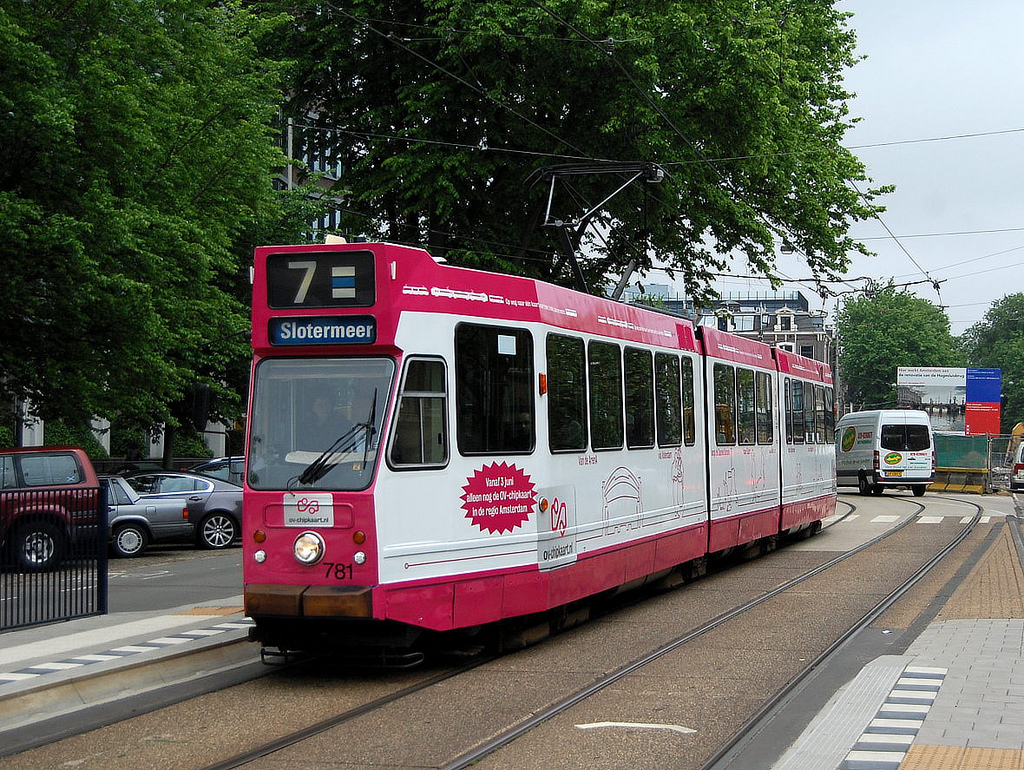
Gelede wagen 781 beplakt als 'OV-chiptram' op lijn 7 in de Sarphatistraat in 2010.

Sinds 2009 waren de beste 16 exemplaren over. De verdeling was:
- Remise Havenstraat: 809, 816 voor instructieritten en alleen incidenteel bij materieelgebrek in dienst op de lijnen 1, 2, 10, 13, 16, 17 en 24.
- Remise Lekstraat: 780-782, 784-787, 794, 801, 804, 805, 810, 813, 815 voor dienst op lijn 3, 4, 7, 9, 12, 14 en (de in 2013 opgeheven) lijn 25.

In tegenstelling tot wat het GVB-jaarverslag 2008 voorspelde, waren alle resterende Blokkendozen tot 2012 nog volop in dienst. Zij zouden (zoals in 2008 verwacht) nog rijden totdat in 2018, bij de opening van de Noord/Zuidlijn, het tramnet zal worden ingekrompen. Vandaar dat ze mogelijk nog een laatste revisie zouden krijgen.
In de jaardienst 2012 werden door de verkorting van de omlooptijden 8 wagens minder benodigd dan in de jaardienst 2011, zodat planmatig nog maar 7 wagens werden ingezet (op alle Lekstraatlijnen één). Door rijtijdproblemen is op een aantal lijnen de omlooptijd weer verlengd of wordt bij werkzaamheden een speciale dienstregeling gereden met meer wagens, waardoor toen op maandag tot en met zaterdag meestal weer 7 tot 9 wagens in dienst waren die in principe alleen op dagdiensten werden ingezet.
Op 22 juni 2012 botste de 785 op de 810 nabij het eindpunt Flevopark. Beide wagens raakten hierbij zwaar beschadigd en kwamen niet meer in aanmerking voor herstel en zijn afgevoerd. De torens van de geledingen waren dus danig beschadigd dat combinatie tot één rijvaardig exemplaar te kostbaar was gezien de leeftijd van de wagens (33 en 32 jaar oud). Ook de 782 werd afgevoerd nadat hij op 17 september 2012 een botsing had met een vuilnisauto.
Hiermee waren er in 2013 nog 13 dienstvaardige exemplaren over: de 780, 781, 784, 786, 787, 794, 801, 805, 809, 813, 815 en 816. Deze deden dienst op maandag tot en met zaterdag overdag op de lijnen 3, 4, 7, 9, 12 en 14. De 809 en 816 bevonden zich in de Remise Havenstraat en reden hoofdzakelijk instructie maar bij materieelgebrek zo nu en dan in de lijndienst. Volgens berichtgevingen zouden de Blokkendozen met ingang van de zomerdienstregeling 2013 niet meer worden ingezet. Dit bleek echter niet haalbaar en ook in de zomerdienst reden nog enkele Blokkendozen op Lekstraatlijnen.

### 2015

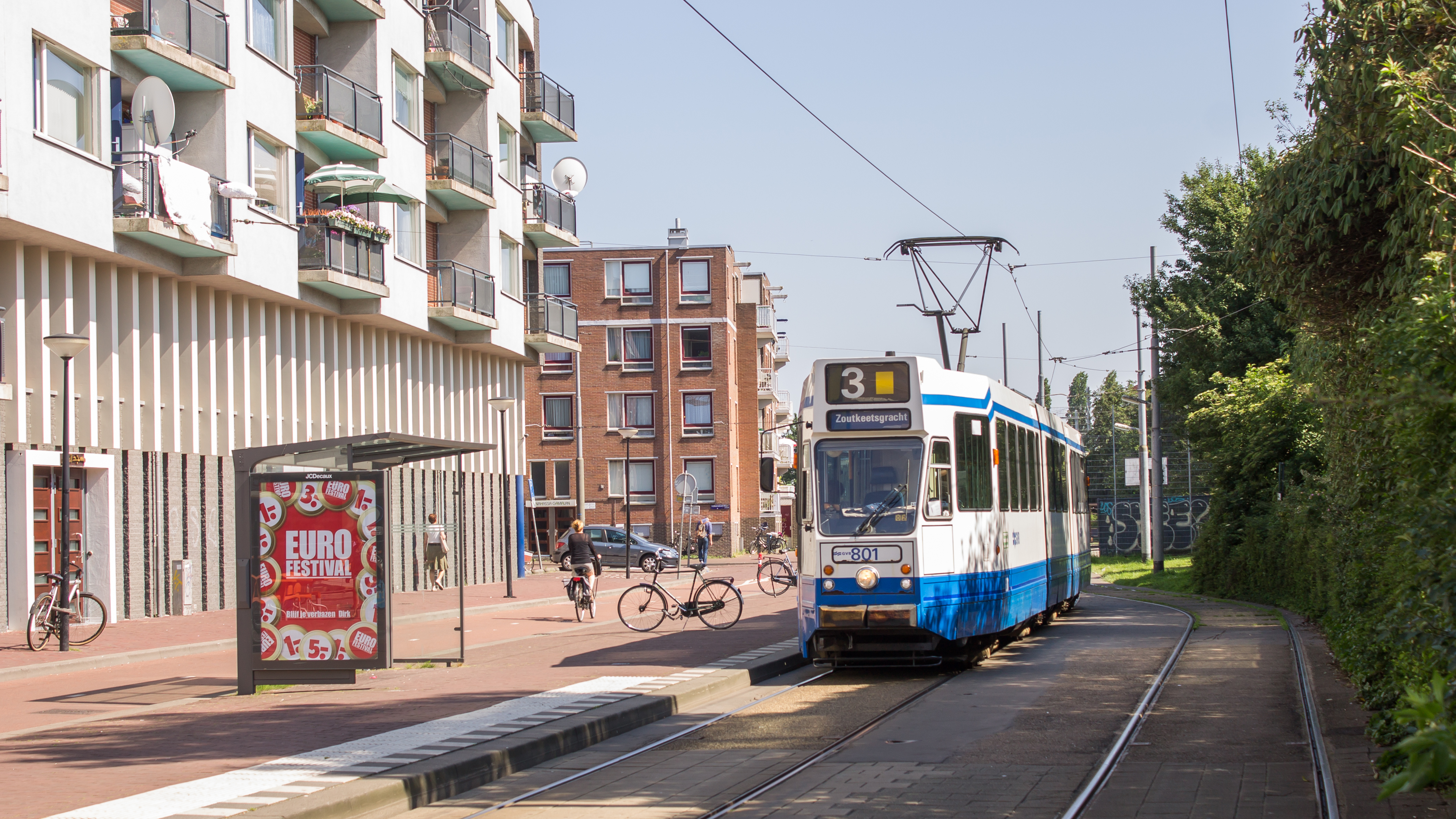
Gelede wagen 801 op lijn 3 bij het Muiderpoortstation in 2015.

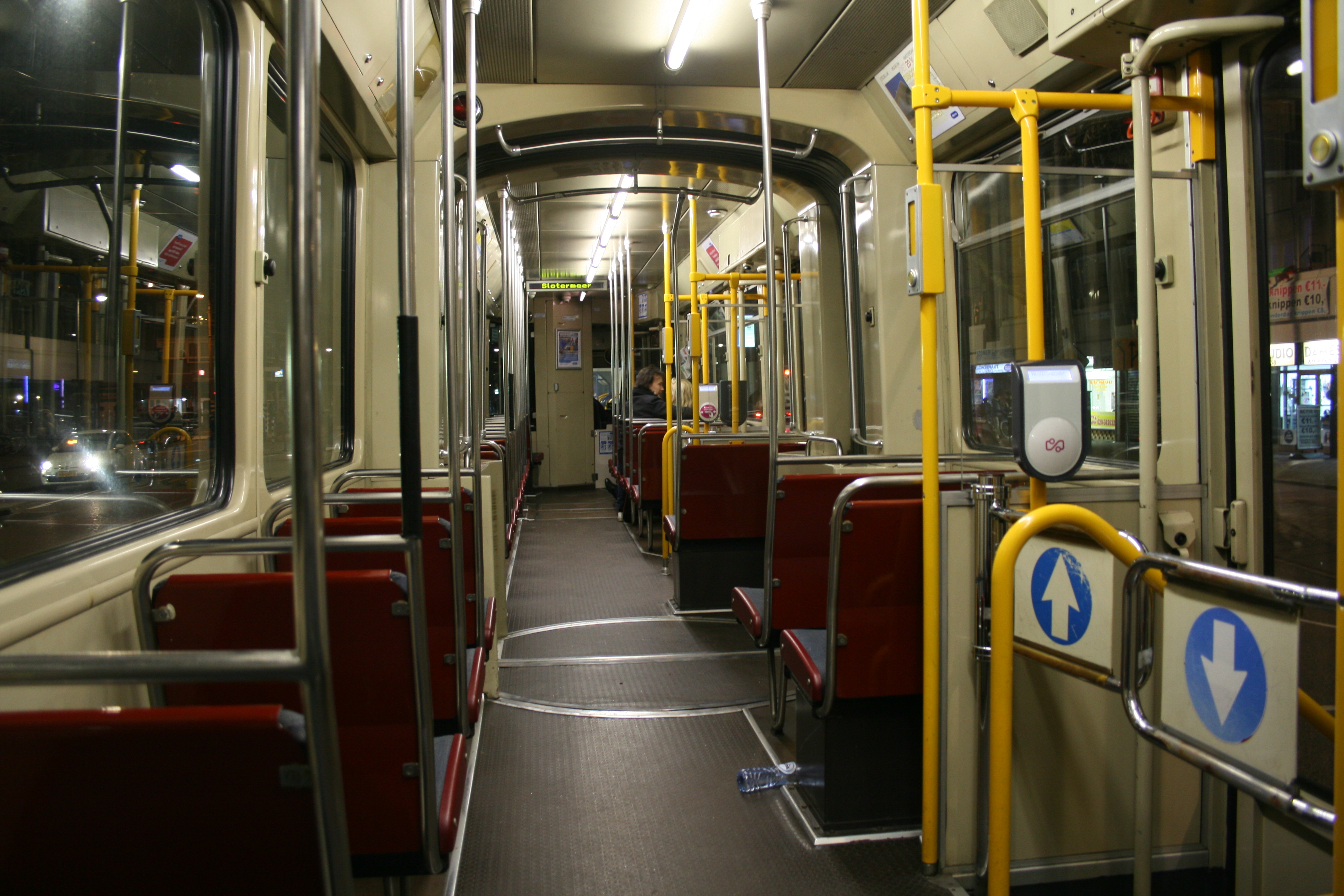
Interieur van gelede wagen 794, de laatste nog in dienst rijdende tram van deze serie, 9 december 2015.

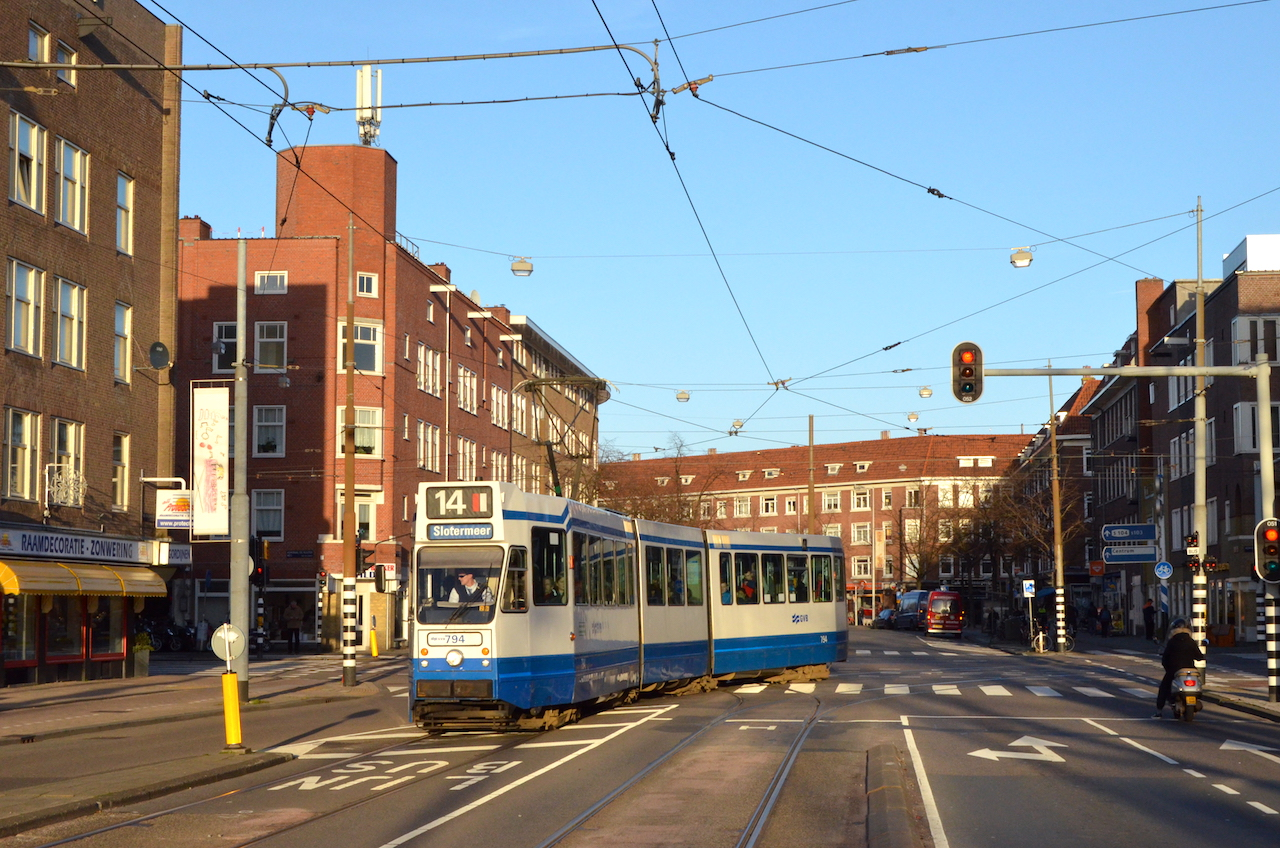
Gelede wagen 794 als laatste tram van de serie 780-816 in dienst in 2015 op lijn 14 op de Bos en Lommerweg; 9 december 2015.

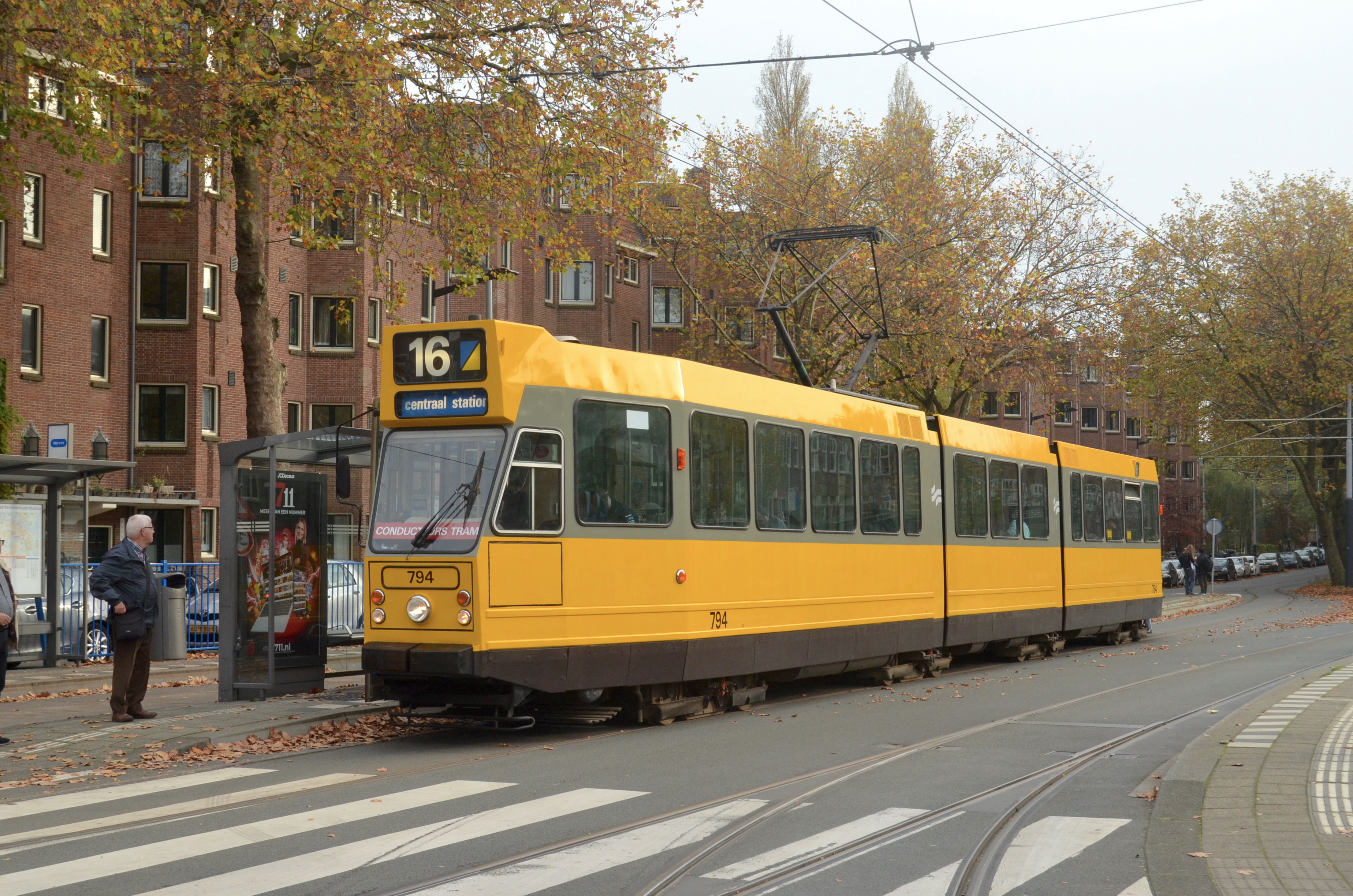
GVB 794 als museumtram weer in gele uitvoering, op de Amstelveenseweg; 2022. Foto: Erik Swierstra.

In de jaardienst 2015 reden er twee trams meer dan in 2014 en waren er maximaal 169 trams ingedeeld (zaterdag 172). In de praktijk is meestal rond de 20% van de 200 beschikbare Combino's en 11/12G-trams niet beschikbaar voor de dienst en leek buitendienststelling niet haalbaar, tenzij de dienst zou worden ingekrompen. Volgens de voetnoten van de haltevertrekstaten van de dienstregeling 2015 waren er 12 mogelijke diensten voor Blokkendozen ingedeeld op 2 gespreide vaste diensten op maandag tot en met zaterdag overdag van elk van de Lekstraatlijnen 3, 4, 7, 9, 12 en 14. Daar hiervoor niet meer voldoende wagens beschikbaar waren werd een deel van deze diensten door een Combino gereden.
In 2015 hadden de resterende wagens een leeftijd bereikt van meer dan 35 jaar, terwijl de laatste grote revisie ook al meer dan 15 jaar geleden had plaatsgevonden. Dit in tegenstelling tot hun LHB-soortgenoten 725-779, die slechts leeftijden bereikten van 17 tot 28 jaar (waarvan de 733 maar 15 jaar in actieve dienst) en zij hebben, behalve de 734, nooit een grote revisie gehad.
Van de 13 nog aanwezige exemplaren waren begin 2015 nog zeven inzetbaar (781, 784, 794, 801, 805, 809 en 813). De overige wagens stonden sinds 2014 buiten dienst, waarvan de 816 met aanrijdingschade. De 804 stond al sinds begin 2013 buiten dienst, deze was begin 2013 verbouwd als voorbeeld voor een eventuele toeristentram. De proef slaagde echter niet en kreeg geen vervolg.
In november 2014 kreeg GVB toestemming om vijf Blokkendozen (780, 786, 804, 815, 816) af te voeren en met onderdelen daarvan de resterende wagens rijvaardig te houden. Vanwege hun leeftijd vertoonde zij steeds vaker gebreken, met name de geledingen en de luchtcompressoren zorgden voor defecten. De verwachting was dat de resterende Blokkendozen tot maximaal eind 2015 rijvaardig gehouden konden worden.
De 781 en 805 gingen in het voorjaar 2015 buiten dienst. Na de zomer waren er vanuit de Remise Lekstraat nog vijf beschikbaar voor de passagiersdienst (784, 794, 801, 809 en 813). De 784 en 813 gingen in september buiten dienst, de 801 en 809 gingen in november buiten dienst. Begin december was alleen de 794 nog voor de dienst beschikbaar en is uitverkoren om bewaard te blijven als museumtram bij de Electrische Museumtramlijn Amsterdam.
Op 12 december 2015 zou de 794 volgens plan zijn laatste diensten op tramlijn 9 rijden waarmee na meer dan 36 jaar een einde zou komen aan de inzet van blokkendozen in Amsterdam en daarmee ook met geheel hogevloertrams, maar ook na 58 jaar aan de toepassing van de voor de Amsterdamse gelede trams kenmerkende grote lijnfilmkast aan de voorzijde met een van veraf goed zichtbaar groot lijnnummer en -kleur, ingevoerd bij de eerste gelede trams in 1957. De nog tot 2021 rijdende trams type 11G en 12G hadden deze ook, maar werden later voorzien van minder goed leesbare digitale aanduidingen. De Combino's en Urbossen hebben een veel kleiner lijnnummer en -kleur aan de voorzijde en bij tweerichtingwagens ook andere zijde.

### 2016
In januari 2016 verscheen de 794 toch weer enkele dagen in de reizigersdienst op lijn 9. Het GVB heeft een tekort aan dienstvaardige trams, waardoor deze tram weer in gebruik kwam, nog dezelfde maand werd de wagen definitief buiten dienst gesteld.
In maart 2016 werd besloten twaalf nog aanwezige trams af te voeren. Eind mei / begin juni werden de laatste Blokkendozen afgevoerd naar de sloper; één wagen, de 794, blijft bewaard als museumtram. Deze werd op 19 augustus 2016 overgedragen aan de museumtramlijn en is weer geel.

## Trivia

### Strips
- De GVB-trams zijn regelmatige figuranten in de Franka-stripreeks. De 780 had in het korte verhaal De Pyromaan dienst op lijn 5 naar Bajesplein, een fictieve straatnaam in Oud-Zuid waar Franka voor het Misdaadmuseum heeft gewerkt. Ook de achterkant van de 732 kon op deze lijn 5 worden waargenomen.
- In De Tanden van de Draak was naast een gespiegelde luchtwagen een blokkendoos te zien met het nummer 615 (!).

### Overige
- Van de 780 werd een bouwplaat gemaakt, compleet met de blauwe Parool-reclamestickers. Dit nummer bleef behouden toen de bouwplaat de Artis-beschildering kreeg.
- In de 785 werd in november 1979 voor Toppop de videoclip gefilmd van het nummer "Never be clever" van Herman Brood en vond een interview met hem plaats.
- In 1981 ontwierp LHB voor de Tram van Braunschweig een enkelgelede smalspoortram (1100 millimeter) met kenmerken van de 'blokkendoos' (serie 8151-8165) net als in 1984 voor de Tram van Trondheim (1000 millimeter) met even brede wagenbakken als bij normaalspoor (serie 1-11). Later, na privatisering van de tram in Trondheim, werden de 11, 1-3, 6, 8 en de 9 overgenomen door de private vervoerder en in genoemde volgorde vernummerd in 90-93, 96, 98 en 99.